# Йозеф Достал
Йо́зеф До́стал (чеськ. Josef Dostál; 1903—1999) — вчений-ботанік, професор ботаніки Карлового університету Праги, засновник сучасної чеської таксономії вищих рослин, досліджував флору Чехії та морфологію вищих рослин.

## Визнання
1998 — Медаль міністра навколишнього середовища Чехії.

## Важливіші наукові праці
- Květena ČSR I.
- Květena ČSR II.
- Klíč k úplné květeně ČSR
- Botanická Nomenklatura
- Nová květena ČSSR I.
- Nová květena ČSSR II.